# Syrphoctonus masoni
Syrphoctonus masoni là một loài tò vò trong họ Ichneumonidae.